# Principios del arte
Los principios del arte son el conjunto de normas o directrices de arte que deben ser considerados cuando se considera el impacto de una obra de arte. Se combinan con los elementos del arte en la producción de arte. Los principios son el movimiento, la unidad, la variedad, el equilibrio, el balance, contraste, proporción, y el patrón. Con la denominación "principios del diseño", se han propuesto: equilibrio, contraste, ritmo, unidad, énfasis y proporción.
Acciones, o, alternativamente, la ruta de la mirada del espectador sigue a lo largo de una obra de arte. El movimiento es causado por el uso de elementos bajo las normas de los principios en la foto para dar la sensación de acción y para guiar los ojos del espectador en toda la obra de arte. 
En el arte pictórico se logra un recorrido visual por la continuidad de una linea imaginaria, perceptual, a manera de rizo, compuesta por distintos tirones de la vista. Contrastes calculados que conducen la exploración de una obra.

## Unidad
La unidad o armonía es la calidad de la totalidad o unidad que se logra mediante el uso  de los elementos y principios del arte. La disposición de los elementos y principios difundidos luego de la guerra mundial.
Para lograr la unidad de una imagen, se debe elegir un factor dominante, como un color, o una línea fuerte, los cuales se van repitiendo sostenidamente, favoreciendo la estructura y el estudio.
La unidad pictórica limitará las posibilidades a una sola, con determinación de la propuesta, jerarquizando el criterio primario, del secundario, del terciario. Por ejemplo: Sea el criterio primario de la propuesta el color, el criterio secundario el dibujo y el terciario la técnica usada. De tal modo que los criterios usados en una obra no se superponen en importancia. 
La unidad en la composición es el fin último de toda organización de fuerzas, la unidad estética del producto. La unidad es, pues, el principio del orden estético. Todos los elementos están en relación con el orden que forma esta unidad cuyo valor es superior a la simple suma de elementos.

### Variedad
La variedad (también conocida como la alternancia) es la calidad o estado de tener diferentes formas o tipos. Las diferencias que dan un interés de diseño visual y conceptual: en particular el uso de contraste, el énfasis, la diferencia en el tamaño y color.

## Balance
El balance es la organización de los elementos para que nada domine parte de un trabajo, o parezca más pesado que cualquier otra parte. Los tres diferentes tipos de balance son simétricas, asimétricas y radiales. Simétrica (o formal), el balance es cuando ambas partes de una obra de arte, si se divide por la mitad, parece ser el mismo. El cuerpo humano es un ejemplo de balance simétrico.

## Contraste
En una obra de arte mediante una combinación de elementos para crear interés. El contraste nos ayuda a diferenciar una forma de otra, es el elemento de diseño más importante partiendo de que sin el no se distinguiría una cosa de otra. El contraste puede darse por color, forma, textura, tamaño etc. En toda obra de arte existe un fondo y una figura, por lo que el contraste es el principal elemento de diseño.

## Proporción
La proporción es una medida del tamaño y la cantidad de elementos dentro de una composición artística. En las artes antiguas, las proporciones de las formas fueron ampliadas para mostrar su importancia. Por ello, los dioses egipcios y las figuras políticas parecen mucho más grande que la gente común.

## Patrón/Ritmo
El patrón y el ritmo (también conocida como la repetición) se muestra la coherencia con los colores o líneas. Poner una espiral roja en la parte inferior izquierda y superior derecha, por ejemplo, hará que el ojo para pasar de una espiral, a la otra, y todo en el medio. Se indica el movimiento por la repetición de elementos. El ritmo puede hacer una obra de arte parecer activa.
El ritmo está relacionado con la unidad, por la repetición de un elemento en la obra, produciendo una sensación relajante en el espectador, del mismo modo que sabemos que los días de la semana se repetirán, causando una tranquilidad sobre el futuro. El ritmo es ordenador y gradúa un tiempo en el observador con el contraste o diversidad, lento en lo esperado y rápido en lo inesperado, o la novedad que varía el ritmo impuesto. Existe un ritmo lineal, un ritmo en el valor tonal, ritmo en el color, en las texturas.
Ritmo veneciano es una técnica pictórica en la representación de los contornos de los cuerpos en el claroscuro y el esfumado. Es la variación del contorno en efectos duros y suaves alternadamente en su desarrollo, se ve como un recorte y un pasaje tonal que representa de forma natural la figura sobre el fondo atmosférico; una de las técnicas favoritas de Diego Velázquez, Chardin, Rembrandt.  